# Dalasýsla
Dalasýsla è una contea islandese, situata nella regione di Vesturland. Questa contea ha una superficie di 2.078 km2 e, nel 2006, aveva una popolazione di 684 abitanti. Le principali risorse economiche della contea sono l'agricoltura e il turismo.

## Municipalità
La contea è situata nella circoscrizione del Norðvesturkjördæmi e comprende un solo comune:
- Dalabyggð
  - (Fellsstrandarhreppur)
  - (Haukadalshreppur)
  - (Hvammshreppur)
  - (Laxárdalshreppur)
  - (Skarðshreppur)
  - (Suðurdalahreppur)
  - (Hörðudalshreppur)
  - (Miðdalahreppur)
  - (Klofningshreppur)
  - (Skarðsstrandarhreppur)